# Vevelstad
Vevelstad és un municipi situat al comtat de Nordland, Noruega. Té 506 habitants (2018) i la seva superfície és de 538.83 km². El centre administratiu del municipi és el llogaret de Forvika.
El municipi es troba al centre de Noruega, envoltat de muntanyes i fiords. Molts municipis formen part del Parc Nacional de Lomsdal-Visten. El llac Søre Vistvatnet es troba a la part sud-est del municipi dins del parc nacional. La majoria dels residents viuen al llarg de la costa o a l'illa de Hamnøya. La desembocadura del Velfjorden es troba a la part sud del municipi.